# Boden-Tragant
Der Boden-Tragant (Astragalus exscapus), auch Erd-Tragant, Stängelloser Tragant und Stängellos-Tragant genannt, ist eine Pflanzenart innerhalb der Familie der Hülsenfrüchtler (Fabaceae). Sie ist in Mittel-, Südost-, Osteuropa und der Türkei verbreitet.

## Beschreibung

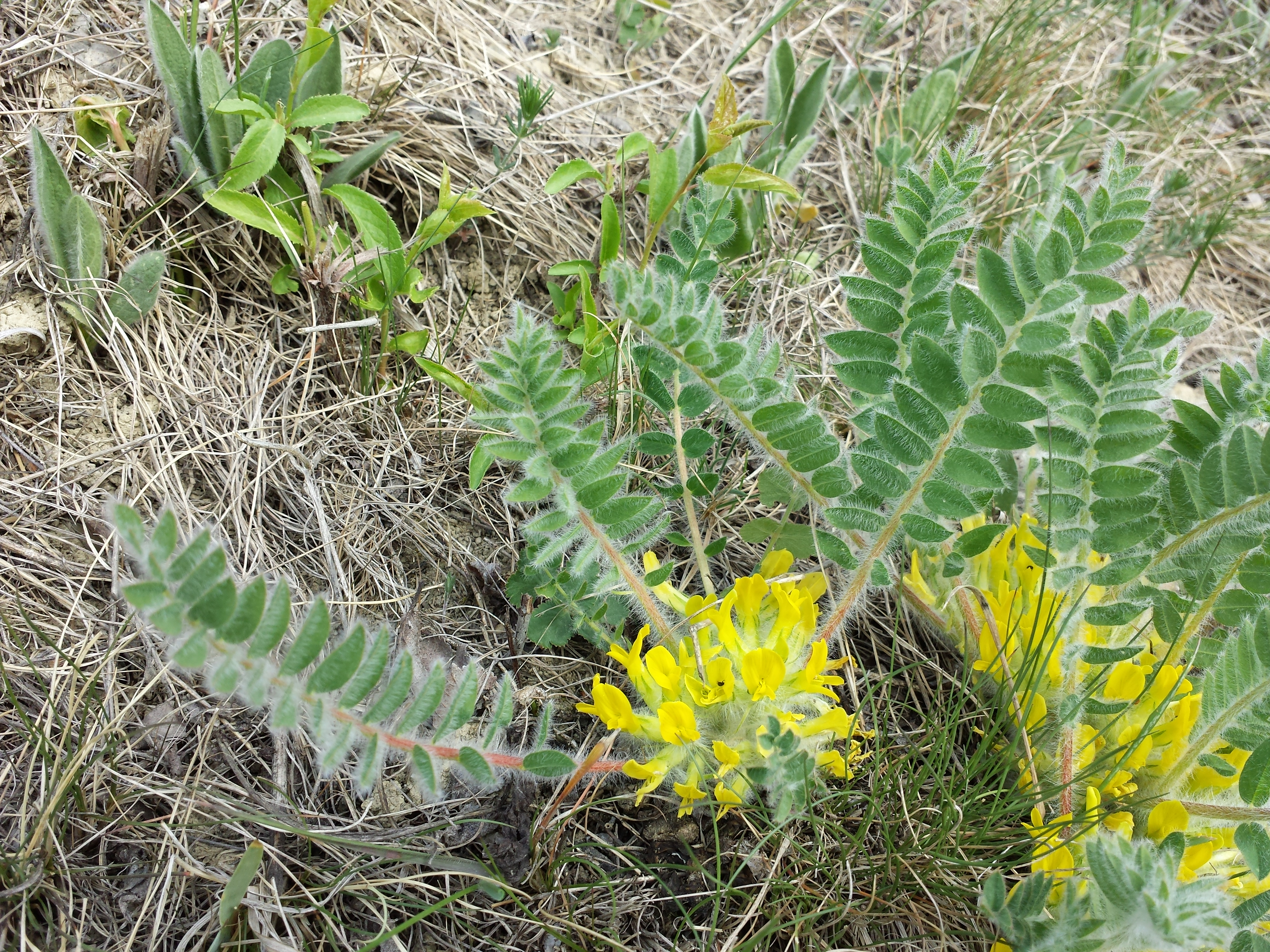
Habitus, Laubblätter und Blütenstände

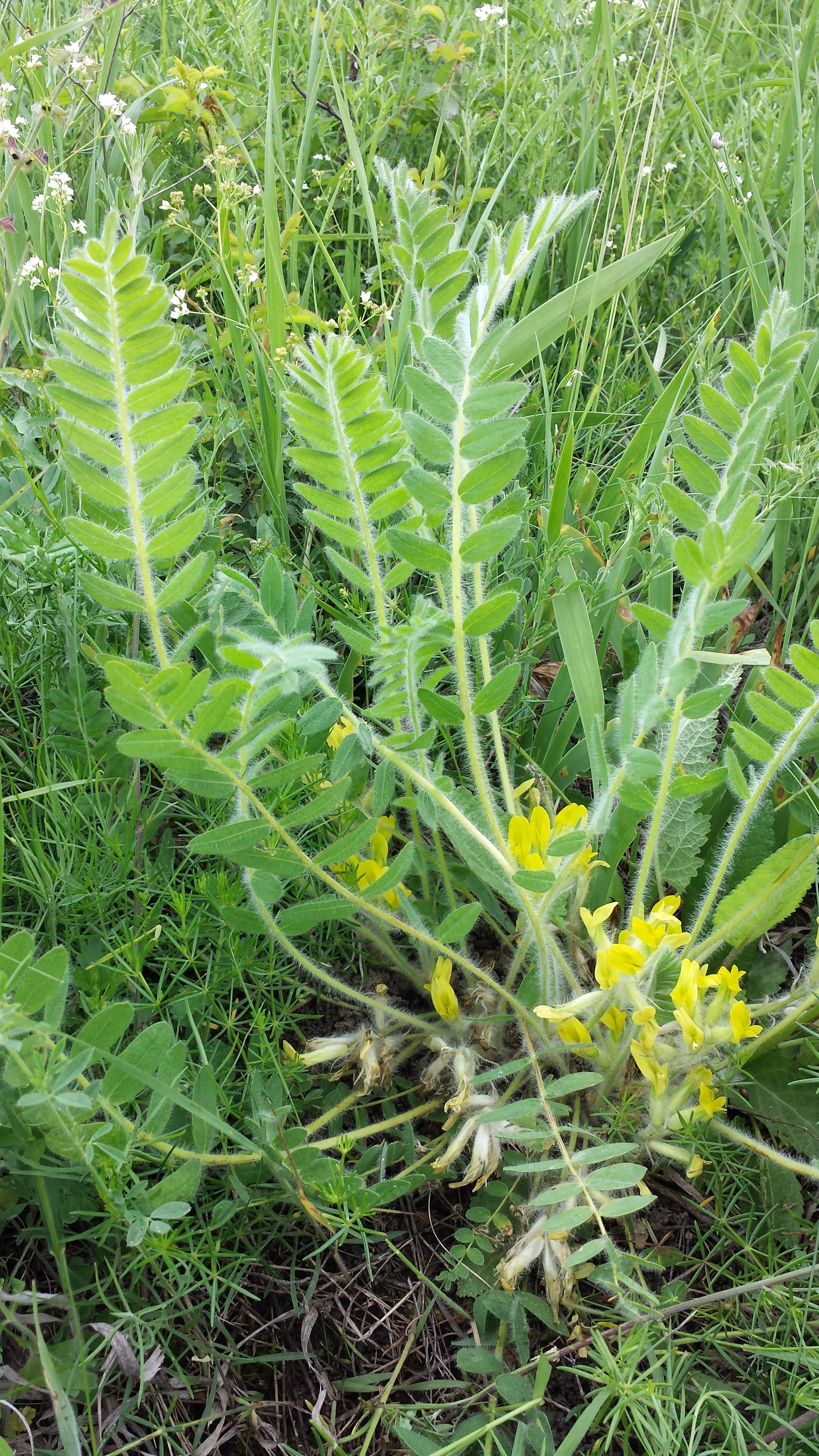
Habitus, Laubblätter und Blütenstände

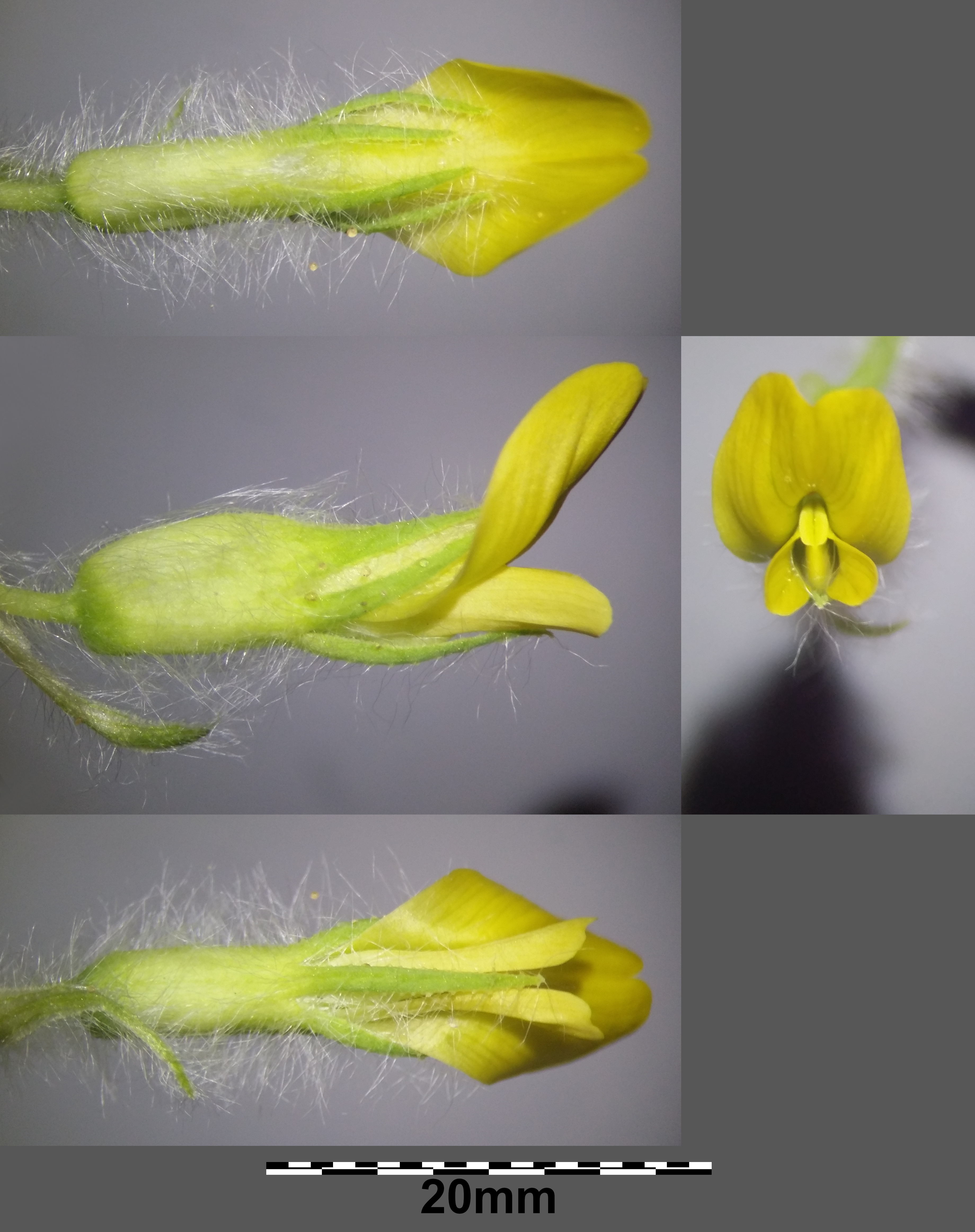
Blüte im Detail

### Vegetative Merkmale
Der Boden-Tragant wächst als sommergrüne, ausdauernde krautige Pflanze und erreicht Wuchshöhen von 3 bis 10 Zentimeter. Er kann eine fast fingerdicke und meterlange Pfahlwurzel entwickeln. Sowohl der sehr kurze Stängel als auch die Laubblätter sind dicht abstehend behaart. Die Laubblätter sind am Stängelgrund rosettig gehäuft. Die in einer grundständigen Rosette angeordneten Laubblätter sind mit 12 bis 19 Paaren von Fiederblättchen unpaarig gefiedert und mit einem deutlichen Endblättchen versehen. Die Teilblättchen sind 0,5 bis 2,5 Zentimeter lang und mindestens halb so breit. Die Nebenblätter sind recht lang mit dem Blattstiel verbunden.

### Generative Merkmale
Der bei einer Länge von 2,5 bis 4, selten bis zu 6 Zentimeter köpfchenförmige Blütenstand weist meist drei bis neun, manchmal bis zu zwölf Blüten auf.
Die zwittrigen Blüten sind zygomorph und fünfzählig mit doppelter Blütenhülle. Der Kelch ist glockenförmig-röhrig und dicht behaart. Die fünf hell-gelben Kronblätter sind in der Form der Schmetterlingsblüte angeordnet. Die Fahne ist schmal-elliptisch, tief ausgerandet und viel länger als Flügel und Schiffchen. Die Flügel haben einen langen dünnen Nagel und eine schmale, am Grund lang geöhrte Platte.
Die fast sitzenden Hülsenfrüchte sind bei einer Länge von 1,5 bis 2 Zentimeter eiförmig, aufgedunsen und dicht zottig behaart. Die Samen sind etwa 2,5 Millimeter lang, rot-braun und schwach glänzend.

### Chromosomenzahl und Phänologie
Die Chromosomenzahl beträgt 2n = 16.

### Ökologie
Beim Boden-Tragant handelt es sich um einen Hemikryptophyten.
Die Blütezeit dieses reicht in Mitteleuropa von Mai bis Juli, manchmal bis September. Bestäuber sind Hummel-Arten.

## Vorkommen und Gefährdung
Das Verbreitungsgebiet des Boden-Tragant liegt in Mitteleuropa, Südosteuropa, Osteuropa und der Türkei. Im deutschsprachigen Raum tritt der Boden-Tragant in Deutschland, Österreich, der Schweiz und Südtirol auf.
In Deutschland kommt der Boden-Tragant nur im Mitteldeutschen Trockengebiet vor und ist auf die Bundesländer Sachsen-Anhalt und Thüringen beschränkt. Im Pleistozän lag ursprünglich eine deutlich weitere, geschlossene Verbreitung dieser Steppenrasen-Art vor. Unter dem Einfluss klimatischer Veränderungen entwickelten sich im mittleren Holozän geschlossene Wälder, die zur Fragmentierung des Areals und zur Isolation der verbliebenen Reliktvorkommen (sog. Xerothermrelikte) beitrugen. Dort hielten sich die Populationen an von Natur aus waldfreien Standorten wie zum Beispiel südexponierten Prallhängen der Flusstäler. Die Rote Liste führt den Boden-Tragant in der Kategorie 2 = „stark gefährdet“.
In Österreich sind die sehr seltenen Vorkommen nur aus dem pannonischen Gebiet der Bundesländer Niederösterreich und dem Burgenland bekannt. Die kalkliebende Art gedeiht meist in Trockenrasen in der collinen Höhenstufe. In Österreich gilt der Boden-Tragant als „vom Aussterben bedroht“. In Mitteleuropa kommt der Boden-Tragant in Pflanzengesellschaften des Verbands Festucion valesiacae vor, auch in Pinus-sylvestris-Gesellschaften; überregional ist sie eine Klassencharakterart der Kiefern-Steppenwälder (Pulsatillo-Pinetea). Der Boden-Tragant steigt im Oberwallis bis in eine Höhenlage von 2150 Meter und im Aostatal bis 2200 Meter auf. Der Boden-Tragant gilt in der Schweiz als „potentiell gefährdet“.
Die ökologischen Zeigerwerte nach Landolt et al. 2010 sind in der Schweiz: Feuchtezahl F = 1 (sehr trocken), Lichtzahl L = 3 (halbschattig), Reaktionszahl R = 5 (basisch), Temperaturzahl T = 3 (montan), Nährstoffzahl N = 2 (nährstoffarm), Kontinentalitätszahl K = 5 (kontinental).

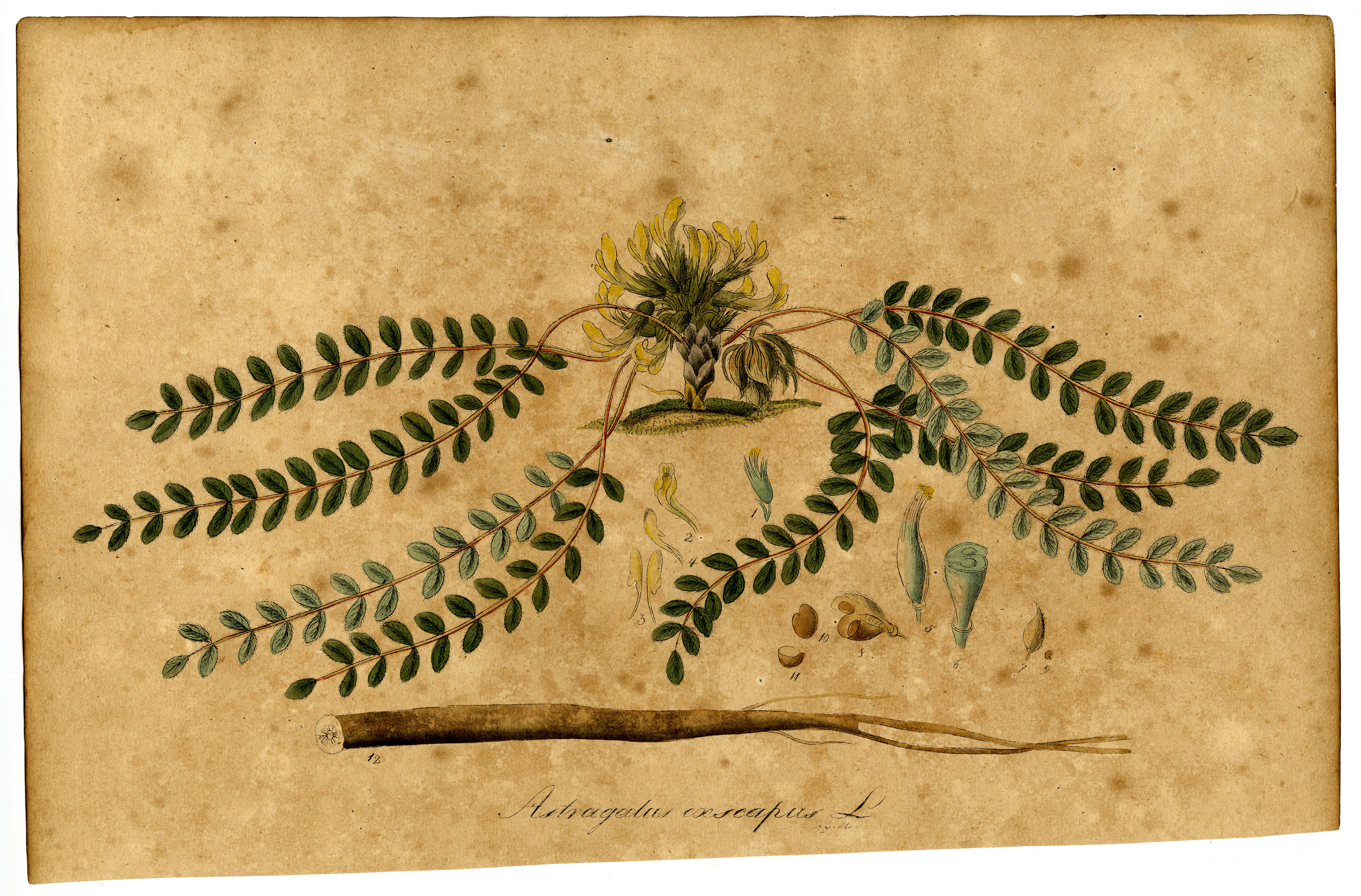
Illustration aus Mann 1828

## Systematik
Die Erstveröffentlichung von Astragalus exscapus erfolgte 1771 durch Carl von Linné in Mantissa Plantarum Altera, Seite 275.
Je nach Autor gibt es wenige Unterarten:
- Astragalus exscapus L. subsp. exscapus: Sie ist von Spanien bis zur Ukraine und bis zur Türkei verbreitet.[6]
- Astragalus exscapus subsp. pubiflorus (DC.) Soó: Sie kommt vom früheren Jugoslawien bis zum Kaukasusraum und bis Turkmenistan vor.[6]
- Astragalus exscapus subsp. transsilvanicus (Janka) Nyár.: Sie kommt in Rumänien und Bulgarien vor.[6]